# Ramiro de León
Ramiro de León, né le 18 mars 1938 et décédé le 11 août 2007, est un ancien joueur et entraîneur uruguayen de basket-ball.